# Гудеа
Гудеа је био владар (енси) града Лагаша у Јужној Месопотамији који је владао око 2144 - 2124. п. н. е.. Вероватно је да није пореклом био из града, али се оженио са Ниналуом, ћерком владара Урбабе (2164 - 2144. п. н. е.) од Лагаша, поставши тако део краљевске куће Лагаша. Наследио га је син Ур-Нингирсу.

## Натписи
Натписи спомињу храмове које је Гудеа подигао у Уру, Нипуру, Адабу, Уруку и Бад-Тибири. Ово указује на снажан утицај Гудее на цели Сумер. Његов претходник Урбаба је своју ћерку Енанепаду начинио врховним свештеником Нане у Уру, што указује да је и он имао велику политичку моћ.
Гудеа је одабрао титулу енси (градски краљ или гувернер) уместо узвишеније титуле лугал (акадски шарум); иако је сам себе називао "богом Лагаша". Гудеа је за себе тврдио да је освојио Елам и Аншан, али његови натписи дају нагласак изградњи канала за наводњавање и храмоова, као и стварању драгоцених поклона за богове. Материјали за изградњу тих грађевина и статуа су долазили из свих делова западне Азије: кедровина из планина Аманус, камење из Либанаа, бакар из северне Арабије, злато и драго камење из пустиња између Ханана и Египта, долерит из Магана (Оман), и дрво из Дилмуна (Бахреин).
Како је моћ Акадског царства нестајала, тако је Лагаш поновно прогласио независност, овај пут под Пузер-Мамом, који се прогласио за лугула, или краља Лагаша. Након тога се ова титула неће спомињати уз помен Лагаша, барем не до краја гудејског периода. Лагашки владари, укључујући Ур-Нингирсуа и Ур-Бауа, чије су владавине претходиле Гудеиној, су себе називали енсијима или гувернерима Лагаша, а израз лугул су користили само за богове и њихово сродство, али никада у политичком смислу. Наставак корићења израза ‘лугул’ за богов изглед указује на свесни покушај владара да истакну своју скромност у одност на свет - да ли је она била искрена или политички мотивсана остаје нам и даље је непознато.